# Rian Malan
Rian Malan (Johannesburg, 1954) è un giornalista, scrittore e cantautore sudafricano.
Preminentemente noto per Il mio cuore di traditore (My traitor's heart), libro di memorie incentrato sulla tematica delle discriminazioni razziali nel Sudafrica dell'Apartheid. Ha lavorato come giornalista in Sud Africa e negli Stati Uniti. Rian Malan è cresciuto in un sobborgo di Johannesburg, in una famiglia di ceto medio, favorevole all'apartheid; lascia il paese nel 1977 per stabilirsi a Los Angeles ed evitare così la coscrizione obbligatoria.

## Opere
- (EN) The Lion Sleeps Tonight: And Other Stories of Africa, Grove Press / Atlantic Monthly Press, 2013, ISBN 9780802121837.
- (EN) My traitor's heart : blood and bad dreams: a South African explores the madness in his country, his tribe and himself, London, Vintage, 1990, ISBN 9780099749004.
- (IT) Il mio cuore di traditore, collana Frecce, traduzione di Roberta Rambelli, Milano, Mondadori, 1990, ISBN 9788804324287.